# Nicky Nicolai
Nicoletta Nicolai, detta Nicky (Roma, 28 gennaio 1960), è una cantante di musica leggera italiana.

## Esordi
Esordisce nel 1988 nel gruppo femminile delle Compilations, partecipando alla trasmissione televisiva Domenica In, con la regia di Gianni Boncompagni.
Il suo album di debutto da solista, del 2004, si intitola Tutto passa.
Si fa conoscere al grande pubblico grazie alla sua partecipazione al Festival di Sanremo 2005 assieme allo Stefano Di Battista Jazz Quartet con Che mistero è l'amore, che vince nella categoria Gruppi e arriva quarta nella classifica finale.
Nel febbraio 2006 prende parte assieme a Stefano Di Battista Jazz Quartet alla trasmissione di Canale 5 Il senso della vita presentata da Paolo Bonolis e Luca Laurenti.
Nel 2006 partecipa per il secondo anno consecutivo al Festival, questa volta come solista nella categoria Donne con il brano Lei ha la notte. Subito dopo il Festival esce l'album L'altalena. Nel 2008 ha avuto una bambina dal marito Stefano Di Battista, Flora.
Partecipa al Festival di Sanremo 2009 con il brano Più sole, in coppia con Stefano Di Battista, autore con Jovanotti, del pezzo. Subito dopo il Festival esce l'album Più sole, contenente 11 brani, quattro dei quali in duetto.
Riceve il Premio Mia Martini l'11 ottobre 2010.

## Discografia

### Album
- 2004 - Tutto passa (Virgin Records, 5977922)
- 2005 - Che mistero è l'amore (EMI, 7243 8 73490 2 5)
- 2006 - L'altalena (Sony BMG Music Entertainment, 82876807552)
- 2009 - Più sole con Stefano Di Battista (Universal Music Group, 1799604)
- 2009 - Sophisticated Lady con Stefano Di Battista (La Musica di Repubblica - L'Espresso)
- 2013 - Mille bolle blu con Stefano Di Battista e Jazz Big Band (La Musica di Repubblica - L'Espresso)
- 2023 - Four Seasons con Michele Villetti, Stefano di Battista e Dario Rosciglione (Art republic Foundation)

## Partecipazioni al Festival di Sanremo
- 2005: Che mistero è l'amore - Si esibisce insieme ai Stefano Di Battista Jazz Quartet - 4º posto (gareggia nella categoria "Gruppi" all'interno della quale si aggiudica il 1º posto)
- 2006: Lei ha la notte - 3º posto nella categoria "Donne" -  semifinalista nella classifica finale
- 2009: Più sole - Si esibisce in coppia con Stefano Di Battista - Non finalista